# Revolta din ghetoul Varșoviei

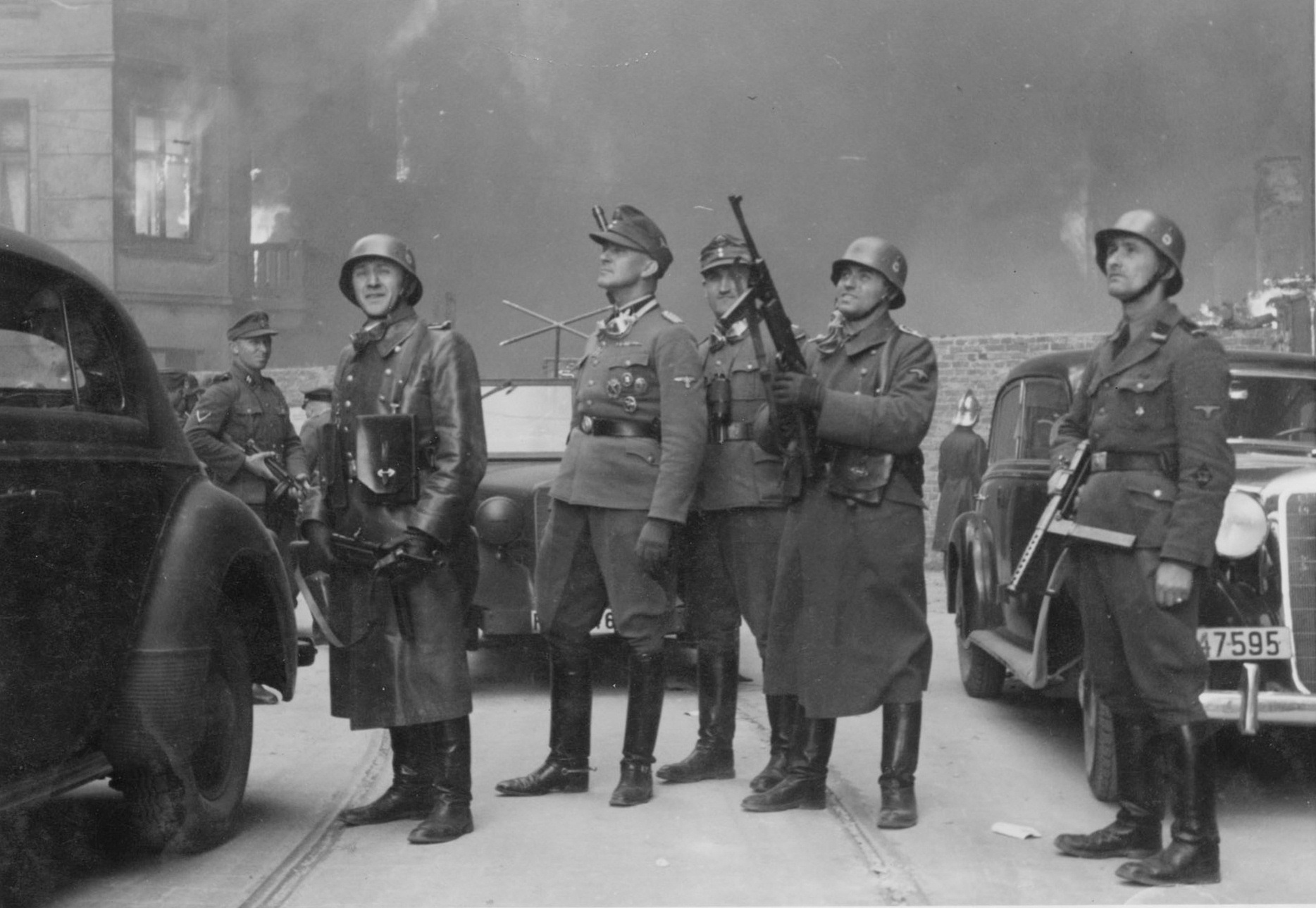
Brigadeführer SS Jürgen Stroop (în centru), păzit de gărzi înarmate, priveşte cum ard blocurile din ghetou.

Revolta din ghetoul Varșoviei (în germană Aufstand im Warschauer Ghetto, în poloneză Powstanie w getcie warszawskim) a fost revolta armată a evreilor din ghetoul Varșovia din Polonia din timpul celui de-al Doilea Război Mondial, împotriva efortului ocupanților naziști germani ai orașului de a deporta restul de populație evreiască a ghetoului în lagărul de exterminare Treblinka și lagărul de exterminare Majdanek. Răscoala a fost îndreptată împotriva germanilor și a colaboratorilor lor evrei și a început pe 18 ianuarie 1943. Cea mai semnificativă parte a revoltei a avut loc între 19 aprilie, când ghetoul a refuzat să se predea generalului de poliție Jürgen Stroop, care a ordonat, ca ghetoul să fie ars clădire după clădire, ceea ce s-a încheiat la 16 mai 1943, când rezistența evreiască, extrem de slab înarmată și aprovizionată, a fost astfel zdrobită . În total au fost uciși 13.000 evrei arși de vii sau sufocați de gazele de ardere. Stroop a raportat 110 victime (16 morți/93 răniți).
Luptătorii evrei au fost sprijiniți în acțiunea lor disperată de activiști ai Rezistenței poloneze. A fost cea mai mare revoltă a evreilor din timpul Holocaustului.
Evreii știau că revolta era condamnată la eșec și că supraviețuirea lor era puțin probabilă. Marek Edelman, singurul comandant ZOB supraviețuitor, a relatat ulterior, că inspirația lor de a lupta a fost de „a nu permite germanilor  să aleagă ei momentul și locul morții noastre”. Potrivit Muzeului Memorial al Holocaustului din Statele Unite, revolta a fost „una dintre cele mai semnificative evenimente din istoria poporului evreu”.

## Fondul revoltei
În 1939 autoritățile germane au început să concentreze populația evreiască a Poloniei de peste trei milioane de oameni în ghetouri extrem de aglomerate situate în marile orașe poloneze. În cel mai mare dintre acestea, Ghetoul din Varșovia, au fost adunați aproximativ 300.000–400.000 de oameni într-o zonă centrală densă, de 3,3 km2  a Varșoviei. În perioada cât s-a aflat ghetoul sub comanda ofițerilor SS Odilo Globocnik și Ludwig Hahn, mii de evrei au pierit din cauza bolilor rampante și a foametei, încă înainte de a începe deportările în masă din ghetou în lagărul de exterminare Treblinka.
SS a efectuat multe dintre deportări în timpul operațiunii cu numele de cod Grossaktion Warschau, între 23 iulie și 21 septembrie 1942. Chiar înainte de începerea operațiunii, „comisarul pentru relocare” german SS-Sturmbannführer Hermann Höfle a convocat o reuniune a Consiliului Evreiesc al Ghetoului, Judenrat și l-a informat pe președintele acestuia, Adam Czerniaków, că va avea nevoie de 7.000 de evrei pe zi[8] pentru „relocarea în Est”.
Czerniaków s-a sinucis odată ce a devenit conștient de adevăratul scop al planului de „relocare”. Aproximativ 254.000–300.000 de rezidenți ai ghetoului au murit la Treblinka (cei mai mulți uciși direct) în timpul operațiunii care a durat două luni.